# Брегман, Трейси
Трейси Э. Брегман (англ. Tracey E. Bregman; род. 29 марта 1963 или 29 мая 1963, Мюнхен) — американская актриса мыльных опер. Наиболее известна благодаря роли Лорен Финмор в дневных мыльных операх «Молодые и дерзкие» и «Дерзкие и красивые».
Брегман родилась в Мюнхене, Германия в семье музыканта Бадди Брегмана и актрисы Сюзанн Ллойд. В 1978 году она дебютировала в дневном эфире с роли в «Дни нашей жизни», а в начале восьмидесятых Брегман пыталась построить карьеру вне мыльных опер и появилась в нескольких прайм-тайм сериалах, включая «Лодка любви» и «Слава». В 1983 году она взяла на себя роль Лорен Финмор в мыльной опере CBS «Молодые и дерзкие», которая и принесла ей наибольшую известность. В 1985 году Брегман выиграла Дневную премию «Эмми», а после ещё трижды в разные годы выдвигалась на награду. Эту же роль она спорадически исполняла в сестринском мыле «Дерзкие и красивые».
Брегман вышла замуж за Рона Рехта в 1987 году; у пары было двое сыновей, Остин (1991 г.р.) и Лэндон (1996 г.р.). Они развелись после 23 лет брака в 2010 году.

## Фильмография
| Год       |     | Русское название                    | Оригинальное название      | Роль                 |
| --------- | --- | ----------------------------------- | -------------------------- | -------------------- |
| 1978      | ф   | —                                   | Three on a Date            | н/д                  |
| 1978—1980 | с   | Дни нашей жизни                     | Days of our Lives          | Донна Темпл Крейг    |
| 1979      | с   | Специальные предложения на выходные | ABC Weekend Specials       | Джилл                |
| 1980      | с   | Маленький бродяга                   | The Littlest Hobo          | Джиб                 |
| 1981      | ф   | С днём рождения меня                | Happy Birthday to Me       | Энн Томерсон         |
| 1982      | с   | Лодка любви                         | The Love Boat              | Триш Каррутерс       |
| 1982      | ф   | Бетонные джунгли                    | The Concrete Jungle        | Элизабет             |
| 1982      | с   | Слава                               | Fame                       | Дженни Макклейн      |
| 1983      | с   | Каскадёры                           | The Fall Guy               | Керри Стенфорд       |
| 1983      | с   | Семейное древо                      | The Family Tree            | Кэти Аллен           |
| 1983      | ф   | —                                   | The Funny Farm             | Эми Лоуэлл           |
| 1983      | с   | —                                   | Gavilan                    | Сьюзан               |
| 1984—2019 | с   | Молодые и дерзкие                   | The Young and the Restless | Лорен Фенмор Болдуин |
| 1993—2007 | с   | Дерзкие и красивые                  | The Bold and the Beautiful | Лорен Фенмор Болдуин |
| 2000      | тф  | Пари Матч                           | Sex & Mrs. X               | Кэтрин               |
| 2001      | с   | —                                   | Spyder Games               | мисс Филлис          |
| 2012      | тф  | —                                   | Low Lifes                  | Сабрина              |
| 2013      | ф   | Женоненавистник                     | Misogynist                 | Ребекка              |
| 2017      | кор | —                                   | Still                      | доктор Хансен        |